# Israel Salazar
Israel Salazar Píriz (Badajoz, 19 maggio 2003) è un calciatore spagnolo, attaccante dell'Estoril Praia.

## Carriera

### Club
Salazar è cresciuto nel settore giovanile del Real Madrid, dove si è messo in mostra per l'elevata prolificità sottoporta. Nel 2020 ha iniziato a giocare con la formazione Castilla in terza divisione ed è stato nominato dal quotidiano inglese The Guardian come uno dei sessanta migliori giovani giocatori nati nel 2003 in tutto il mondo.
Nell'agosto del 2022 è stato ceduto in prestito all'UCAM Murcia ed il 26 luglio dell'anno successivo ha firmato un triennale con il Real Valladolid. Utilizzato principalmente con la seconda squadra, ha debuttato con la prima il 5 dicembre in Coppa del Re contro l'Espanyol, trovando subito la prima rete. Quattro giorni dopo ha debuttato anche in Segunda División segnando il gol del decisivo 2-1 contro l'Amorebieta.
Il 15 agosto 2024 ha firmato un quadriennale con l'Estoril Praia, club della prima divisione portoghese.

### Nazionale
Ha giocato nelle nazionali giovanili spagnole Under-16 ed Under-17.

## Statistiche

### Presenze e reti nei club
Statistiche aggiornate al 6 ottobre 2024
| Stagione                | Squadra                 | Campionato              | Campionato | Campionato | Coppe nazionali | Coppe nazionali | Coppe nazionali | Coppe continentali | Coppe continentali | Coppe continentali | Altre coppe | Altre coppe | Altre coppe | Totale | Totale | Totale |
| Stagione                | Squadra                 | Comp                    | Pres       | Reti       | Comp            | Pres            | Reti            | Comp               | Pres               | Reti               | Comp        | Pres        | Reti        | Pres   | Reti   |        |
| ----------------------- | ----------------------- | ----------------------- | ---------- | ---------- | --------------- | --------------- | --------------- | ------------------ | ------------------ | ------------------ | ----------- | ----------- | ----------- | ------ | ------ | ------ |
| 2020-2021               | Real M. Castilla        | SDB                     | 4          | 0          | -               | -               | -               | -                  | -                  | -                  | -           | -           | -           | 4      | 0      |        |
| 2021-2022               | Real M. Castilla        | PDR                     | 1          | 0          | -               | -               | -               | -                  | -                  | -                  | -           | -           | -           | 1      | 0      |        |
| Totale Real M. Castilla | Totale Real M. Castilla | Totale Real M. Castilla | 5          | 0          |                 | -               | -               |                    | -                  | -                  |             | -           | -           | 5      | 0      |        |
| 2022-2023               | UCAM Murcia             | SF                      | 31         | 2          | CR              | 0               | 0               | -                  | -                  | -                  | -           | -           | -           | 31     | 2      |        |
| 2023-2024               | Real Valladolid B       | SF                      | 18         | 3          | -               | -               | -               | -                  | -                  | -                  | -           | -           | -           | 18     | 3      |        |
| 2023-2024               | Real Valladolid         | SD                      | 11         | 2          | CR              | 1               | 1               | -                  | -                  | -                  | -           | -           | -           | 12     | 3      |        |
| 2024-2025               | Estoril Praia           | PL                      | 4          | 0          | CP+Cdl          | 0               | 0               |                    | -                  | -                  |             | -           | -           | 4      | 0      |        |
| Totale carriera         | Totale carriera         | Totale carriera         | 69         | 7          |                 | 1               | 1               |                    | -                  | -                  |             | -           | -           | 70     | 8      |        |